# Graffenrieda boliviensis
Graffenrieda boliviensis är en tvåhjärtbladig växtart som beskrevs av Célestin Alfred Cogniaux. Graffenrieda boliviensis ingår i släktet Graffenrieda och familjen Melastomataceae.
Artens utbredningsområde är Bolivia. Inga underarter finns listade i Catalogue of Life.